# Tontina
Una tontina es una inversión vinculada a una persona viva que proporciona un ingreso mientras esa persona viva. Dichos esquemas se originaron como planes para que los gobiernos obtuvieran capital en el siglo XVII y se generalizaron relativamente en los siglos XVIII y XIX.
Cada participante paga una suma para la tontina y cuando muere alguno de los participantes se reparten los dividendos de esta entre los supervivientes, hasta que queda sólo uno vivo, que se quedaría con todo el capital. En el modelo original, el dinero que no fuera empleado, por diversas causas (porque ninguno de los participante quedara vivo, el legítimo dueño no quisiera disponer de él, etc.), se destinaría en última instancia al Estado, que lo emplearía para obras públicas.
Recibe su nombre del banquero napolitano Lorenzo de Tonti, el cual diseñó este sistema para facilitar al cardenal Mazarino la obtención de préstamos, para esto, el Estado debía proporcionar un capital inicial para la constitución de una mutua (de la que quedaban reservados dirección y usufructo) y luego repartir el dinero entre los sobrevivientes. La primera experiencia (la tontina real francesa de 1653) fracasó, pero posteriormente conoció una gran acogida en Francia, España y el Reino Unido, y más tarde, en los Estados Unidos. Además, acabó convirtiéndose en un modo de seguro de vida y jubilación.
La tontina terminó prohibiéndose en la mayoría de países por los asesinatos que se daban entre sus participantes; no obstante, el modelo ha sobrevivido clandestinamente.

## Tontina en el cine, TV y literatura
- Es la premisa para "Seventy Seven Clocks", libro de misterio de Christopher Fowler.
- Es el tema central de "The Wrong Box", novela de Robert Louis Stevenson, de la cual se hizo una adaptación fílmica en 1966, dirigida por Bryan Forbes y con actuaciones de Peter Cook, Dudley Moore, Ralph Richardson, Michael Caine y Tony Hancock.
- En la serie de televisión M*A*S*H hay un episodio donde el coronel Potter es el último superviviente de una unidad de la Primera Guerra Mundial en la cual se había llevado a cabo una tontina.
- En el capítulo Raging Abe Simpson and His Grumbling Grandson in "The Curse of the Flying Hellfish", llamado El furioso Abe Simpson y su descentrado descendiente en 'La Maldición del Pez Volador' en España y 'Mi héroe, el Abuelo' en Hispanoamérica de la serie animada Los Simpson, el Abuelo Simpson y el señor Burns quedan como únicos supervivientes de un escuadrón estadounidense de la Segunda Guerra Mundial que arregló una tontina sobre unas pinturas que encontraron en un castillo apoderado por los nazis.
- También se puede encontrar el término tontine (tontina, en inglés) en la novela de Agatha Christie El tren de las 4:50 (4.50 from Paddington), en donde la protagonista, Miss Marple, recuerda el uso de este sistema, lo cual le sirve como pista para resolver el caso.
- El capítulo cuarto de la serie Truhanes, protagonizada por Arturo Fernández y Francisco Rabal, tiene por título "La tontina" y trata sobre este tema.
- En el episodio número cinco de la segunda temporada de la serie Archer, la vida de Woodhouse y sus viejos compañeros de escuadrón en el ejército inglés corre peligro debido a una tontina organizada durante la Primera Guerra Mundial.

- Datos: Q576645